# Heleine Heringer
Heleine Heringer (São Paulo, 30  de junho de 1972) é uma jornalista e apresentadora de televisão brasileira.

## Carreira
Formou-se em jornalismo pela Escola de Comunicações e Artes da Universidade de São Paulo, iniciou na afiliada da Rede Globo, EPTV de São Carlos. Em 1997, atuou como apresentadora da Rede Globo em São José do Rio Preto. Foi transferida para a Rede Globo de São Paulo em 1998, onde passou a ser apresentadora da Previsão do Tempo, repórter e editora para os jornais SPTV, Bom Dia São Paulo, Bom Dia Brasil, Jornal Hoje e Jornal da Globo.
Em 2000, mudou-se para a Rede Record. Atuou como repórter e apresentadora interina do Jornal da Record, quando este era comandado pelo jornalista Boris Casoy. Foi finalista do Prêmio Imprensa Embratel em 2001 com uma série de reportagens sobre a contaminação de um aterro industrial em Santo Antonio de Posse. Com a saída de Boris Casoy da Rede Record, apresentou interinamente o jornal até 27 de janeiro de 2006, ainda no mesmo ano passou a fazer parte da equipe do Domingo Espetacular. Foi repórter especial também nos programas Câmera Record e Repórter Record Investigação. Em 2015, ganhou o Prêmio Vladimir Herzog, categoria Televisão, pela reportagem "Estrada da Fome", pela qual também ficou entre os finalistas do Prêmio Esso de Jornalismo. Deixou a Rede Record em março de 2021.
| Ano       | Nome                         | Função            | Emissora           |
| --------- | ---------------------------- | ----------------- | ------------------ |
| 1995-1997 | Jornal Regional              | Repórter          | EPTV Central       |
| 1997      | SPTV                         | Repórter          | TV TEM Rio Preto   |
| 1998-2000 | Bom Dia São Paulo            | Previsão do tempo | TV Globo São Paulo |
| 2000-2005 | Jornal da Record             | Repórter          | Rede Record        |
| 2005-2006 | Jornal da Record             | Apresentadora     | Rede Record        |
| 2006-2021 | Domingo Espetacular          | Repórter          | Rede Record        |
| 2009-2021 | Câmera Record                | Repórter          | Rede Record        |
| 2009-2021 | Repórter Record Investigação | Repórter          | Rede Record        |